# Броді Вільямс
Бро́ді Ві́льямс (англ. Brodie Williams; нар. 10 березня 1999) — британський плавець.
Учасник Олімпійських Ігор 2020 року.
Чемпіон Європи з водних видів спорту 2018 року.